# Maltat (Saona i Loira)
Maltat és un municipi francès, situat al departament de Saona i Loira i a la regió de Borgonya - Franc Comtat. L'any 2007 tenia 283 habitants.

## Demografia

### Població
El 2007 la població de fet de Maltat era de 283 persones. Hi havia 124 famílies, de les quals 44 eren unipersonals (28 homes vivint sols i 16 dones vivint soles), 40 parelles sense fills, 36 parelles amb fills i 4 famílies monoparentals amb fills.
La població ha evolucionat segons el següent gràfic:
Habitants censats

### Habitatges
El 2007 hi havia 188 habitatges, 126 eren l'habitatge principal de la família, 32 eren segones residències i 30 estaven desocupats. 181 eren cases i 7 eren apartaments. Dels 126 habitatges principals, 80 estaven ocupats pels seus propietaris, 38 estaven llogats i ocupats pels llogaters i 8 estaven cedits a títol gratuït; 6 tenien dues cambres, 22 en tenien tres, 39 en tenien quatre i 59 en tenien cinc o més. 103 habitatges disposaven pel capbaix d'una plaça de pàrquing. A 54 habitatges hi havia un automòbil i a 60 n'hi havia dos o més.

### Piràmide de població
La piràmide de població per edats i sexe el 2009 era:
| Homes | Edats   | Dones |
| ----- | ------- | ----- |
| 0     | 95 o +  | 0     |
| 0     | 90 a 94 | 4     |
| 4     | 85 a 89 | 0     |
| 0     | 80 a 84 | 4     |
| 4     | 75 a 79 | 8     |
| 12    | 70 a 74 | 12    |
| 8     | 65 a 69 | 4     |
| 8     | 60 a 64 | 16    |
| 12    | 55 a 59 | 16    |
| 8     | 50 a 54 | 8     |
| 8     | 45 a 49 | 12    |
| 20    | 40 a 44 | 4     |
| 8     | 35 a 39 | 16    |
| 8     | 30 a 34 | 8     |
| 8     | 25 a 29 | 16    |
| 4     | 20 a 24 | 0     |
| 16    | 15 a 19 | 0     |
| 4     | 10 a 14 | 32    |
| 16    | 5 a 9   | 12    |
| 8     | 0 a 4   | 0     |

## Economia
El 2007 la població en edat de treballar era de 175 persones, 131 eren actives i 44 eren inactives. De les 131 persones actives 115 estaven ocupades (66 homes i 49 dones) i 16 estaven aturades (6 homes i 10 dones). De les 44 persones inactives 25 estaven jubilades, 9 estaven estudiant i 10 estaven classificades com a «altres inactius».

### Ingressos
El 2009 a Maltat hi havia 131 unitats fiscals que integraven 309 persones, la mediana anual d'ingressos fiscals per persona era de 13.946 €.

### Activitats econòmiques
Dels 4 establiments que hi havia el 2007, 1 era d'una empresa de construcció i 3 d'empreses de comerç i reparació d'automòbils.
Dels 2 establiments de servei als particulars que hi havia el 2009, 1 era un taller de reparació d'automòbils i de material agrícola i 1 fusteria.
L'únic establiment comercial que hi havia el 2009 era una botiga de menys de 120 m².
L'any 2000 a Maltat hi havia 26 explotacions agrícoles que ocupaven un total de 1.974 hectàrees.

## Equipaments sanitaris i escolars
El 2009 hi havia una escola elemental integrada dins d'un grup escolar amb les comunes properes formant una escola dispersa.

## Poblacions properes
El següent diagrama mostra les poblacions més properes.